# Böle, Kalmar kommun
Böle är en ort, belägen utefter länsväg H 596 i Ryssby socken i Kalmar kommun. Från 2015 avgränsar SCB här en småort.